# كارلوس ألبرتو رودريغيز غابي
كارلوس ألبرتو رودريغيز غابي (بالبرتغالية: Gavião‏) (2 فبراير 1980 في إيتاكوي في البرازيل – )؛ هو لاعب كرة قدم سابق كان يلعب كلاعب وسط.

## وصلات خارجية
- كارلوس ألبرتو رودريغيز غابي على موقع رابطة كرة القدم اليابانية للمحترفين (اليابانية)
- كارلوس ألبرتو رودريغيز غابي على موقع قاعدة بيانات كرة القدم.إي يو (الإنجليزية)
- كارلوس ألبرتو رودريغيز غابي على موقع Soccerway.com (الإنجليزية)
- كارلوس ألبرتو رودريغيز غابي على موقع عالم كرة القدم.نت (الإنجليزية)